# Stéphanie de Failly
Stéphanie de Failly, née le  22 janvier 1971 à Bruges, est une violoniste belge spécialisée en musique baroque.

## Biographie
Stéphanie de Failly commence l’étude du violon à l’âge de 4 ans. En sa jeunesse, elle travaille entre autres avec Jean-Claude Kromenacker. Elle obtient le diplôme supérieur au Conservatoire royal de Mons dans la classe de Véronique Bogaerts. Puis elle se perfectionne avec Hermann Krebbers (Amsterdam) et avec Carlo Van Neste. À partir de 1997, elle se consacre au violon baroque dans la classe de Sigiswald Kuijken à Bruxelles et au Centre de Musique Ancienne du Conservatoire de Genève auprès de Florence Malgoire où elle termine ses études en 2002.
Depuis, elle a participé à de nombreux concerts avec des ensembles prestigieux comme le Capriccio Stravagante (Skip Sempé), Les Arts Florissants (William Christie), Ensemble Elyma (Gabriel Garrido), Ensemble La Fenice (Jean Tubéry), La Grande Écurie et la Chambre du Roy (Jean-Claude Malgoire), La Cappella Mediterranea (Leonardo García Alarcón) ou le Ricercar Consort (Philippe Pierlot). Dès 2008, elle est régulièrement invitée par le Conservatoire royal de Liège pour diriger des projets d’initiation au répertoire baroque. Dans ce même but, elle collabore avec l'Orchestre symphonique de Mulhouse.
En 2001, Stéphanie de Failly crée son Ensemble Clematis.
Stéphanie de Failly a joue un violon attribué à Giovanni Paolo Maggini, instrument qui a été joué par la violoniste belge Edith Volckaert. Actuellement elle joue un instrument attribué à Giovanni Battista Rogeri de 1699.

## Discographie partielle
Les deux premiers enregistrements de Clematis avec le label 'Musica Ficta'  sont consacrés à des œuvres des compositeurs belges Nicolaus à Kempis et Carolus Hacquart, tous deux avec la participation de la soprano Céline Scheen.
Un choix d'autres enregistrements de l'Ensemble Clematis ou de la Cappella Mediterranea, publiés par le label Ricercar, sont consacrés par exemple à des œuvres de Carlo Farina, Matheo Romero, Bach & Georg Böhm - Music For Weddings and other Festivities, Tomaso Antonio Vitali et Giovanni Battista Vitali, Giovanni Legrenzi, Claudio Monteverdi & Salomone Rossi et Ulisse all'Isola di Circe un opéra de Giuseppe Zamponi, créé à Bruxelles en 1650. « Vater Unser » German sacred cantatas, avec la participation de Paulin Bündgen.